# Guy Wyser-Pratte
Guy P. Wyser-Pratte (* 21. Juni 1940 in Vichy) ist ein US-amerikanischer Finanzinvestor und Corporate Raider, Präsident der Wyser-Pratte Management Co. Inc.

## Biografie

### Herkunft und Ausbildung
Geboren wurde Guy Wyser-Pratte als Sohn eines Ungarn und einer Österreicherin in Vichy, wohin die Eltern vor den Nationalsozialisten geflohen waren (siehe auch: Vichy-Regime). Seine Mutter stammte aus einer Grazer Familie, die nach dem Ersten Weltkrieg nach Frankreich ausgewandert war. Seine Eltern wanderten im März 1947 mit ihren Kindern in die USA aus, wo Guy Wyser-Pratte 1953 eingebürgert wurde. Er erreichte im Juni 1962 an der University of Rochester einen Bachelor-of-Arts-Abschluss in Geschichte und im Juni 1971 an der New York University einen Master of Business Administration (MBA) in Finanzwirtschaft. Von Juni 1962 bis Juni 1966 diente er aktiv als Offizier in einem Aufklärungsbataillon der 3. Marine-Division des United States Marine Corps vor der Küste Indochinas, wo er in den Rang eines Captain aufstieg und sich auch freiwillig für den Vietnamkrieg meldete, jedoch nie an der Front eingesetzt wurde.

### Beruflicher Werdegang
Das heute von ihm geleitete Unternehmen Wyser-Pratte & Co. wurde 1929 von seinem Vater Eugene Wyser-Pratte als internationaler Arbitragehandel in Paris gegründet. 1948 wurde es an der Wall Street neugegründet und fusionierte im Juli 1967 mit der Unternehmung Bache & Company, in der Guy (ab 1968) und sein Vater den Bereich Risikoarbitrage geleitet hatten. Im Januar 1971 ernannte ihn die Firma zum Leiter der Arbitrageabteilung, die er bis Januar 1991 innehatte. Dort hatte er seine erste aktive Beteiligungsoperation 1974 bei der Zuckerraffinerie Great Western United (heute als Western Sugar Cooperative eine Tochtergesellschaft von Tate & Lyle). Im Februar 1991 errichtete er das Familienunternehmen Wyser-Pratte & Co. neu.
In den 1970er Jahren war Guy Wyser-Pratte einer der führenden Köpfe des sogenannten Shareholder Activist Movement (Aktionärsaktivisten). Er sagt, er habe sich während seiner über vierzigjährigen Karriere immer an deren grundlegende Lehren über Aktionärsrechte und die Notwendigkeit aktiver Beteiligung von Managern am Erfolg wie Misserfolg ihrer Unternehmen gehalten. In den vergangenen 15 Jahren hat Wyser-Pratte weltweit mehr als 70 Aktienbeteiligungsoperationen durchgeführt, vor allem in Europa. Dazu zählen beispielsweise in Frankreich Engagements bei den Unternehmen Taittinger, Vivarte (ehemals Groupe André), Strafor Facom, Maurel et Prom, und Valeo (Einstieg Januar 2007, Ausstieg März 2007), in Deutschland bei Rheinmetall (Einstieg Anfang 2001, Ausstieg Ende 2001), Mannesmann, Mobilcom, Babcock Borsig (ging während seines Engagements in Insolvenz, dadurch Verlust von über 20 Millionen Euro), Vossloh (Einstieg 2006, Ausstieg bereits nach rund drei Monaten im Oktober 2006), IWKA (heute KUKA AG; Einstieg Oktober 2003; anschließend sorgte er für massiven Umbau und Strategieänderung, sowie den Rücktritt von sechs Vorständen und sieben Aufsichtsräten; ), Balda (Einstieg Anfang 2007, Ausstieg mit hohem Verlust März 2008), CeWe Color (Einstieg März 2007), TUI (Einstieg Mitte Oktober 2007) und Curanum, in Österreich Austrian Airlines.
Guy Wyser-Pratte war Mitglied der Vorstände von Ingenico, Prosodie, Comsat, Prudential Bache Securities, Bache & Co. und Vivarte. Er ist Präsident der U.S. Marine Corps University Foundation und Mitglied des Vorstandes der Congressional Medal of Honor Foundation. Außerdem ist er Mitglied des Vorstands des 1933 auf Initiative von Albert Einstein gegründeten International Rescue Committee sowie Mitglied des Council on Foreign Relations. 2007 erhielt er den Alternative Investment News' 2007 Lifetime Achievement Award.
Guy Wyser-Pratte ist Autor zweier vom Salomon Brothers Center der New York University 1971 bzw. 1982 herausgegebenen Fachbücher über Risikoarbitrage, die als Standardwerke angesehen werden.

## Zitate
- Über Manager, die sich nicht durch eigenes finanzielles Engagement am Firmenerfolg beteiligen: „Riecht ihr das Napalm?“
- Über den damaligen niedersächsischen Ministerpräsidenten und ehemaligen Bundespräsidenten Christian Wulff (CDU): „Kommunist“[2]

## Allgemeine Quellen
- Guy Wyser-Pratte, Leseprobe aus H. Sedlmaier: Firmenjäger (Memento vom 29. Januar 2005 im Internet Archive)
- Mit Charme und Dollars - Ein Kapitalist macht Beute Regie: Carmen Butta, Deutschland, 2008, 58mn, ZDF